# Hrvoje Vukčić Hrvatinić
Hrvoje (Hervoja) Vukčić Hrvatinić  (1350. (?) – 1416. április) a bosnyák Hrvatin  nemzetségből származó Vuk (Vlkc, Vlkac) vajda és egy raguzai nemes családból (Luccari) származó asszony fia. Nagy szerepe volt a magyar délvidék középkori történelmében. Bosnyák nemes (plemeniti), 1380-ig knez, 1380-tól nagyvajda (primicerius). 1386-ban Tvtko szerb és bosnyák király dalmáciai helytartója. 1390-ben öccsével együtt Nápolyi László magyar ellenkirály horvátországi és dalmáciai bánja. 1393-ban Zsigmond magyar király Szana megyei főispánja. 1395 után újra Nápolyi László mellé állt, akinek horvátországi és dalmáciai helytartója (vicarius generalis) lett, 1403-ban Nápolyi Lászlótól  a Spalato (Split) hercege (dux) címet kapta. 1409-ben újra Zsigmond oldalára lépett, hercegi címét is megtartva tagja lett a Sárkány Lovagrendnek. 1413-ban a törökkel szövetkezett, ami miatt kegyvesztett lett. 1415 júliusában Doboj mellett, Izsák (Ishak) bég oldalán súlyos vereséget mért az ellene felvonuló magyar hadakra.

## Történelmi előkép – Bosznia és Szerbia az Anjou-korban
A Balkán északi részén Károly Róbert és később fia Nagy Lajos is, Szerbiával szemben a boszniai szövetséget igyekezett felhasználni. 1320-ban Károly Róbert a boszniai bánság élére Kotromanić Istvánt állította, aki 1324-től a sói és ozorai bánságot is megkapta. A királyhű bosnyák bán leányát Lajos magyar király 1350-ben eljegyezte, 1353-ban pedig feleségül vette. Kotromanić István 1353. évi halálát követően az addigi szövetséges viszony ellenségessé vált, a bán unokaöccse Tvrtkó szembefordult az előtte képviselt politikával. Nagy Lajos, apósa halálát követően Szerbia ellen vonult, Dusán Istvánt legyőzte és az elfoglalt Hulmot felesége hozományának nyilvánította. Tvrtkó azonban nem volt hajlandó Hulmról lemondani, így ennek okán több magyar hadjárat is indult Boszniába.
Dusán István 1355. évi halála a szomszédos Szerbiában, a szerb állam gyors hanyatlásának lett a kezdete. A nagy kiterjedésű Szerbia részekre hullott, a részeket önálló fejedelmek kormányozták. Az északi részek fejedelme Lázár „kenéz” 1358-ban a magyar király hűbérese lett, a szövetség ellenében a dél-szerb Vukasin despota 1365-ben létrehozta a szerb-havasalföld-bolgár szövetséget. Nagy Lajos válaszul 1365 tavaszán elfoglalta Vidint és megalapította a Bolgár bánságot, melyet 1369-ben hűbérként Sztracimir bolgár cárnak adott át.1369-ben Lajk havasalföldi vajda is meghódolt.
1368–1369-ben Sismán tirnovói bolgár cár a vidini székhelyű magyar bánság ellen már török támogatást vett igénybe. 1371-ben I. Murád oszmán szultán a Marica folyó mellett legyőzte a szerb fejedelmek egyesített seregét, a dél-szerb fejedelmek a török adófizetőivé váltak. 1373-ban már Lajk havasalföldi vajda is törökbarát politikát folytatott, Nagy Lajos utolsó balkáni hadjáratát a törökhöz pártolt Radu havasalföldi vajda és szövetségesei, a szultán és a bolgár cár ellen folytatta. Az 1375. évi hadjárat eredményeként meg kellett elégednie a török előrenyomulásának megállításával. A még töröktől független Észak-Szerbiában 1377-ben Tvrtkó Szerbia és Bosznia királyává koronáztatta magát.
Pár évvel később, Tvrtkó királysága a magyar délvidéken több mint másfél évtizedig tartó polgárháború tűzfészkévé vált. Ugyanis Magyarországon – Nagy Lajos halálát követően – 1385-ben a Garai nádor vezette liga megbukott, Horváti Pál zágrábi püspök a nápolyi királyt, Durazzói Károlyt hívta meg a magyar trónra. II. Károly 1386 elején történt meggyilkolását követően Horváti János macsói bán a délvidéken II. Károly fia nevében lépett fel és szövetséget kötött Palisnai János vránai perjellel és Tvrtkó királlyal.
A garai események – Mária és Erzsébet  foglyul ejtése – után a horvát-szlavón bán halála és az új macsói bán fogsága miatt a két tartomány szinte ellenállás nélkül került Horváti János uralma alá. Durazzói Margit, fia nevében magyarországi helytartóvá, valamint Szlavónia és Macsó bánjává Horváti Jánost, Horvát- és Dalmát országok bánjává pedig Palisnai Jánost nevezte ki. A Zsigmond mellett tömörülő országnagyok viszont a Macsói bánság és a hozzá kapcsolt öt vármegye élére az ifjabb Garai Miklóst állították. Garai ezt követően Macsóból, az egymástól elszakított keleti és nyugati felkelő seregek ellen – a Losonciak támogatásával – sikeres hadműveleteket folytatott. Zsigmond 1387 tavaszi koronázása után Lackfi István nádor is a Macsói bánságba ment, hogy Garaival egyesülve a hadjárat vezetését átvegye.

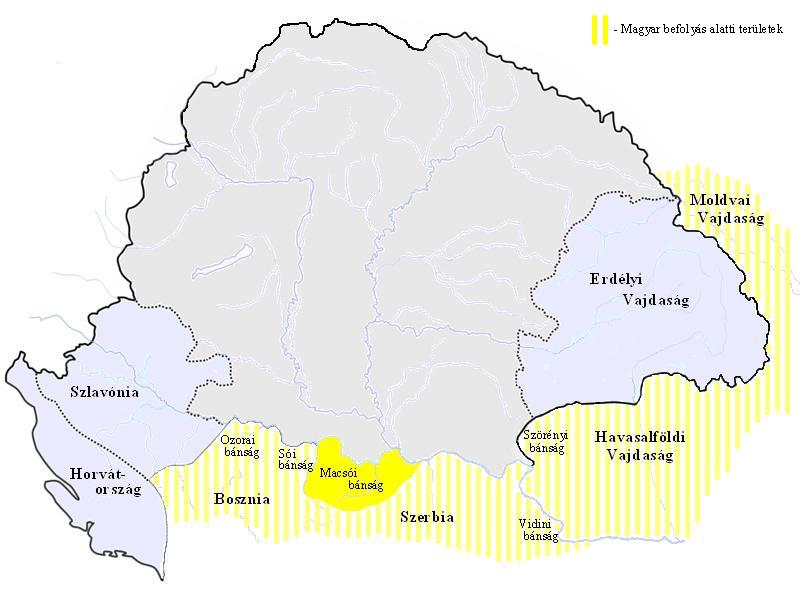
A Magyar Királyság a 14. század közepén

A Horvátiak és Palisnai a felkelő hadak maradványaival Boszniába menekültek. Tvrtkó bosnyák király és Lázár kenéz is a felkelőket támogatta. Terveik szerint Tvrtkónak és Palisnainak a dalmát és horvát részek hódoltatása volt a feladata, Horváti János pedig Lázár kenézzel Macsó és a Szerémség felől készült Magyarországba és Szlavóniába törni. A dalmát-horvát hadjárat azonban akadályokba ütközött, így Horvátinak is itt kellett segítenie. Horváti János az itteni sikerein felbuzdulva, szerb és bosnyák segítőcsapatokkal a Szerémségbe és Valkóba is betört, de támadásai itt kudarcot vallottak. Horváti a következő év elején új támadást kezdett Lázár kenéz támogatásával, de Garainak sikerült Lázárt Zsigmond oldalára állítania, így Horváti terve újra kudarcba fulladt.
1385-ben a török hatalom újra megkezdte észak felé irányuló hadműveleteit. A Rigómezőn 1389 júniusában lezajlott döntő csatában Tvrtkó hadait Vlatko Vuković és Horváti János (Palisnai János), a szerbeket maga Lázár és veje, Vuk Branković vezették. A csatában Lázár kenéz is elesett, halálával Szerbia török uralom alá került, fia és utóda Lazarevics István  a szultán adófizetője és  hűbérese lett.

## Hervoja származása és nemzetsége
1380. március 12-én Mioštrában Tvrtkó szerb és bosnyák király Vlkac vajda fiának, Hervoja kneznek (ispánnak) nagyvajdaságot és három lašvai királyi birtokot adományozott. Hervoja vajda származása és nemzetségének története István knezig vezethető vissza.
Az István knez nemzetségéhez tartozó családok  Banica földjéről származnak. István fiai (a Stipanićok) közül Hrvatin nevével találkozunk először  magyar ügyekkel kapcsolatban. 1299. június 14-én II. Károly és Mária királyné megerősítik Hrvatin comest a Martell Károly által adományozott javakban.
A 13. század végén a dalmát-horvát területek élére bánként Šubić Pál került, aki testvéreivel, Györggyel és Mladennel valamint négy fiával tartományúri hatalmat épített ki, amelyhez az érdekkörükben birtokos Hrvatin családja is csatlakozott. 1301. február 2-án a dalmáciai Seardonában elismerve István fiai – Hrvatin és testvérei –  szolgálatait, birtokaik sértetlenségét kinyilvánítva a Šubićok védelmük alá helyezik. A Stipanićok viszonzásul a  Šubićokat véd uraikként ismerték el és megfogadták, hogy irántuk minden körülmények között hűséggel viseltetnek. 1305-ben, a Šubićokkal már rokonsági kapcsolatban is álló Hrvatin nemzetsége alsó boszniai birtokain – mint annak bánja – teljes területi hatalommal és bíráskodási jogkörrel rendelkezett.
1322-ben a Šubićok bukását követően Hrvatin fiai az Anjouk védőszárnya alatt megerősödött Kotromanićok mellé álltak. A Šubić Mladen bukása után feltűnő ifjú bánnak, Kotromanić Istvánnak egész Bosznia urának, 1322 körül Hrvatin fia Vlkoslav knez fogad hűséget. Vlkoslav fivére, Pál 1223-ban már a zemlniki zsupa (megye) birtokosa, amely előtte a Prijezdák régi birtoka volt. A bán 1323-ban nagybátyjukat Gergely (Stipanić) knezt küldte menyasszonya kujáviai Erzsébet elé, a bosnyák urak küldöttségének vezetőjeként. István bán alatt, a szerb háború idején (1330) és a bosnyák belvillongásokban főként Vlkoslav Vlk nevű fia szerzett érdemeket. A család két ága között birtokmegosztásra került sor, Vlkoslav fiai kapták Zemlniket, testvérének Pálnak fiai pedig Banicát. Később pedig a Vrbana zsupa is Vlkoslav knez ágának birtokába került, váraik Kluč és Kotor. A harmadik testvér (Vlkac) ága, még nem szerepel a birtokmegosztást érintő oklevelekben. 
Kotromanić István 1353. évi halálát követően rövid ideig fivére Vladislav knez került a hatalomra, de rövidesen elhalálozott – 1354-ben már nem szerepelt. Vladislav halálát követően özvegye Šubić Ilona kisebb fiával Vlk knezzel dinasztikus ügyeinek intézése céljából Magyarországba ment, visszatértekor a banicai zsupában lévő Milêben az országnagyokkal tanácskozott és Hrvatin unokája (Vlkoslav fia Vlatko) részére birtokmegerősítő oklevelet állított ki. Az új bán 1354-ben, Vladislav knez és Šubić Ilona idősebb fia Tvrtkó lett.

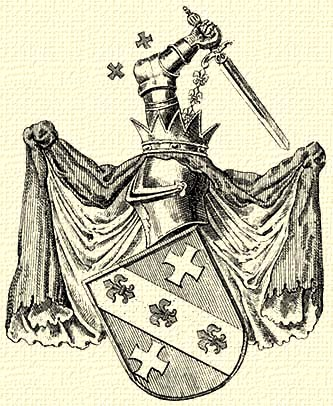
Hervoja családi címere

A hulmi örökség miatt kialakult viszály kezdetén Hrvatinić Pál fiai (Pavlovićok) és Stipanić Gergely is szembefordult Tvrtkóval és a magyar király oldalára állt. Trvtkó bán a hűségén megmaradt Vlkoslavić Vlatko, fia Vlkoslav, valamint fennmaradt örökösei részére, 1357-ben menlevelet adott ki. 1357 végén a viszály békekötéssel zárult, melynek során Tvrtkó a kereszténység és a magyar király oldalán vállalt fel kötelezettségeket, Nagy Lajos pedig megerősítette Tvrtkót és fivérét a bosnyák és az ozorai bánság birtokában. Tvrtkó azonban nem tartotta meg ígéretét, hűtlensége kapcsán 1263 júliusában a magyar király személyesen vonult Boszniába. A hadjárat nem volt sikeres, a nádor (Kont Miklós) és a király hada sem tudott jelentős eredményt elérni. A hadjárat folyamán a Vlkoslav fia Vlatko is átállt a magyar király oldalára és átadta Kluč várát. Vlatko, csereként a Kőrös megyei Berstyanócz várát kapta, további más kiváltságokkal. Valószínűleg ez időben került Greben vára is – a szintén Kőrös megyei Dobra-Kucsa ellenében – Stipanić Gergelytől a magyar király kezére. Vlkoslav fiai közül Pál, 1367-ben – birtokainak sértetlensége fejében – visszatért Trvrtkó bán hűségére. Hervoja apja, Vlkac, azonban mindvégig kitartott Tvrtkó oldalán.
Nagy Lajos 1363. évi hadjárata idején Szokol várát Hrvatinić Vuk (Vlkc, Vlkac) vajda védelmezte. A június elején indított királyi had Bihács felől nyomult be a Plivai zsupa területére, de Szokol várát nem tudta bevenni. Szokol eredményes védelméről Tvrtkó bán 1366. évi adományleveléből értesülünk:

„hív szolgámnak azon időben teljesített szolgálataiért, midőn a Lajos nevezetű magyar király ellenem támadt s Plevára (Pliva) jött Szokol vára elé; ekkor Vlkc vajda híven szolgált nekem s ezért adom neki a Plivában lévő Szokolt az egész Plivával .”

– Thallóczy

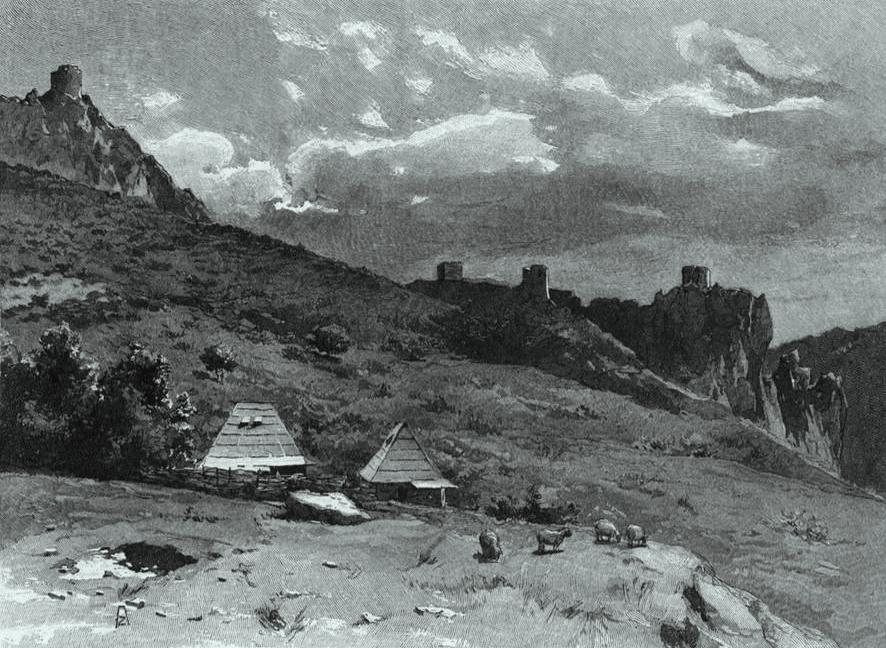
Kljuc (Kluč)
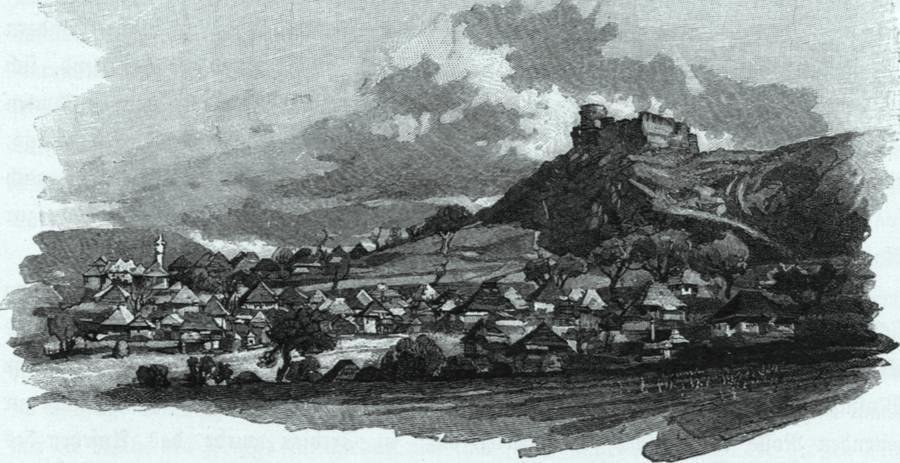
Szokol

Vuk vajda 1380-ban már nem élt, az ekkor már királyságának harmadik évét töltő Tvrtkó a hűségén maradt vajda fiának, Hervojának adja át az örökséget – birtokaiban, mint szabad birtokokban megerősíti és egyben a nagyvajdai méltóságra emeli.

## Hervoja nemzetségének családfája
- István knez  (meghalt 1301 előtt)
  - Hrvatin  (1299-1305)
    - Vlkoslav  (1315-1326)
      - Vlatko  (1326-1380)

      - Pál  (1326-1367)  

      - Vlk (meghalt 1331 előtt)

    -  zemlniki Pál  (1323-1332)

    - Vlkac  (1357-1379)
      - Hervoja
        - Balša

      - Vuk

      - Dragisa

      - Vojslav

  - Gergely (Stipanić) (1323-)

## Hervoja pályája
Hervoja Hrvatinić Vukčić kihagyva a vajdai fokozatot, knezből lett nagyvajda.
Pályája első szakaszán, a terjeszkedő politikát folytató Tvrtkó hű támasza, ezáltal ő maga is nagy befolyásra és vagyonra tett szert. 1386-ban Bosznia a magyar-horvát felkelők oldalán a nápolyi Anjou-ház mellé állt és  – a magyar polgárháborús helyzetet kihasználva – megszállta Dalmáciát valamint Horvátország nagy részét. Tvrtkó bosnyák kormányzókat helyezett  Dalmáciába és Horvátországba, dalmáciai helytartója Hervoja és fivére Vuk lett. 1389 után Zára kivételével az egész Dalmácia meghódolt Tvrtkónak. Hervoja nagyvajda az önmagát már Horvátország és Dalmácia urának is tartó Tvrtkó 1391. évi halálakor, a bosnyák király első embere, ezt követően pedig a királyság összes ügyeiben meghatározó szerepe van.
Az 1390 tavaszán IX. Bonifác támogatásával nápolyi királlyá koronázott László a magyar korona országainak elfoglalására is előkészületeket tett. A bosnyák földön tartózkodó Horváti Jánost Magyarországra és az összes tartományaira kiterjedő hatáskörrel helytartójává (vicarius generalis), Hervoja és Vuk vajdákat pedig Horvátország és Dalmácia bánjaivá nevezte ki.
Tvrtkó utóda unokaöccse Dabiša István lett, aki a Tvrtkó által kezdett politikát próbálta folytatni, de már 1393-ban kénytelen volt a horvát-dalmát területekre vonatkozó jogait a magyar királynak átengedni.  Dabiša István és Zsigmond között 1393 júliusában Diakováron személyes találkozóra került sor, amelyen a bosnyák király lemondott Horvátországra és Dalmáciára való minden igényéről. Boszniára vonatkozóan örökösévé nevezte ki Zsigmondot, aki pedig a somogyi főispánságot adományozta neki. Ugyanekkor hűséget esküdött Zsigmondnak, Hervoja és több más bosnyák főúrral együtt.

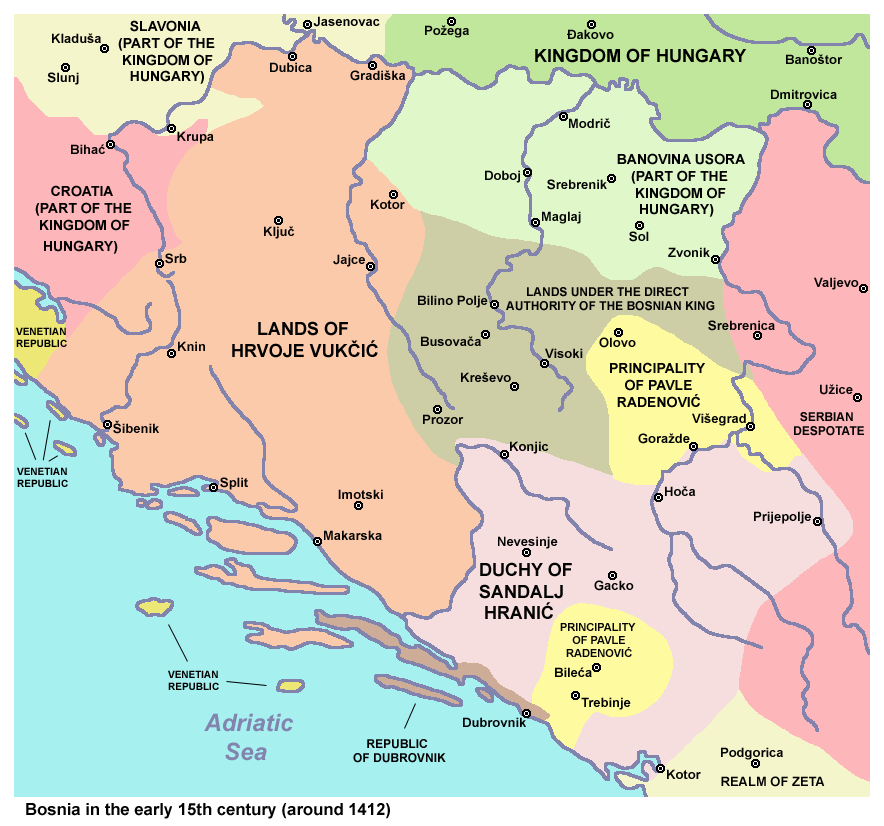
Bosznia a 15. század elején

Dabiša István alatt, Hervoja birtokai tovább gyarapodtak. A plivai zsupa az Vrbas északi folyása mentén a magyar Orbász megye rovására terjedt. Hervoja birtokának  fő ere a Vrbas folyó volt, az expanzió észak felé a Száváig, dél felé pedig  Spalatóig terjedt. A nagyvajda minden kínálkozó alkalmat megragadott, hogy zsupáit (megyéit) összefüggő országrésszé egyesítse. Házassága útján – felesége Nelípić Ilona (Jelena Nelipčić),  Nelipić János (Ivan Nelipčić) cetinai knez leánya – szorosabb összeköttetésbe került a tengerparti részekkel, főként Trau és Spalato városával. Horváti János lázadásának leverése után, hűséget fogad ugyan Zsigmondnak – 1393-ban már Szana megye főispánja – de a nikápolyi csatát (1396) követően rögtön eláll mellőle. A nikápolyi csata után a nápolyi-párt újra feléledt, vezetője Lackfi István lett. Hervoja mellett Boszniában, Tvrtkó természetes fia Ostoja István támogatta a mozgalmat, az elhalt Dabisa szellemében uralkodó özvegy királynéval, Gruba Ilonával szemben.
A nagyvajda 1393. július 13-án velencei polgárjogot kapott, 1395. február 25-én pedig Raguza város fogadta nemesei közé, ahol még egy udvarházzal is megajándékozták. Ekkor már újra Nápolyi Lászlót tartotta dominus naturalisának, akinek a vicarius generalisa lett.
Zsigmond 1398-ban hadjáratot indított Hervoja területei ellen, de a hadjárat nem volt sikeres. Az Orbász megyei hadjáratot az tette szükségessé, hogy Hervoja a törökkel társulva, feldúlta a magyar délvidéket. A török az ingóságokat rabolta el, a nagyvajda pedig a földeket és várakat tartotta meg zsákmányul. A török pusztítás következtében a telepes népség szétszaladt, az ugaron maradt földekre új népet kellett telepíteni.
1398-ban a diakovári szerződés kijátszásaként, Hervoja is támogatta Ostoja István bosnyák királlyá választását, 1404-ben azonban már az elbuktatására szövetkezett.
1401-ben Zára Nápolyi László pártjára állt és a szervezkedés központja lett, Hervoja előtt meghódolt Sebenico és Trau is. A nagyvajda 1403 őszén ért pályája csúcsára, amikor a nápolyi király megtette Spalato és a hozzátartozó szigetek, Curzola, Lesina, Lissa és Brazza hercegének. Ezzel Hervoja hivatalosan is uralkodója lett a Spalatótól a déli magyar határig terjedő területeknek. Pénzt veretett, katonaságot tartott, követeket küldött más uralkodókhoz, fényes udvartartással rendelkezett Jajcában és  Spalatóban.

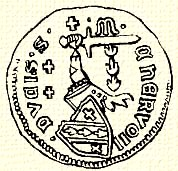
Hervoja családi-címeres érme
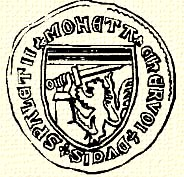
Hervoja hercegi-címeres érme

Hervoja nem tette át állandó székhelyét Spalatóba, hanem rokona Conte Petriza Jurgevich de Verbas személyében helytartót nevezett ki. Székhelye az északról nehezen megközelíthető Jajca lett, ahonnan viszont a déli irányában könnyen elérhető volt Spalato. Hervoját 1496-ban, a resti krónikás már „conte di Jajcze”-nak nevezi. Jajca elővédje a zvecsáji erőd, 1404. január 15-én mint Hervoja birtoka említtetik, onnan keltezi az „isten kegyelméből fenséges spalatói herczeg” az Ostoja király elleni, Raguzával kötött szövetségét.
A köztársaság a vele ellenséges Ostojától, Hervoja révén próbált megszabadulni. Arra biztatta a herceget, hogy fossza meg Ostoját a királyságtól és foglalja el a trónt. Ehhez támogatását ígérte, és a várost a hercegnek lakhelyként is felajánlotta. Raguza, a herceg és a magyar király között is megpróbált közvetíteni, de Zsigmond kitartott Ostoja mellett. Ostoját 1404 május végén megfosztották trónjától, Ostoja Budára menekült. Az új király nem Hervoja, hanem II. Tvrtko lett. 1404 júniusában a trónját vesztett Ostoja megsegítésére Maróti János macsói bán betört Boszniába és elfoglalta Szreberniket. Maróti a királyi székhelyig Bobovácig nyomult előre, ahova Ostoja védelmére magyar helyőrséget állított.

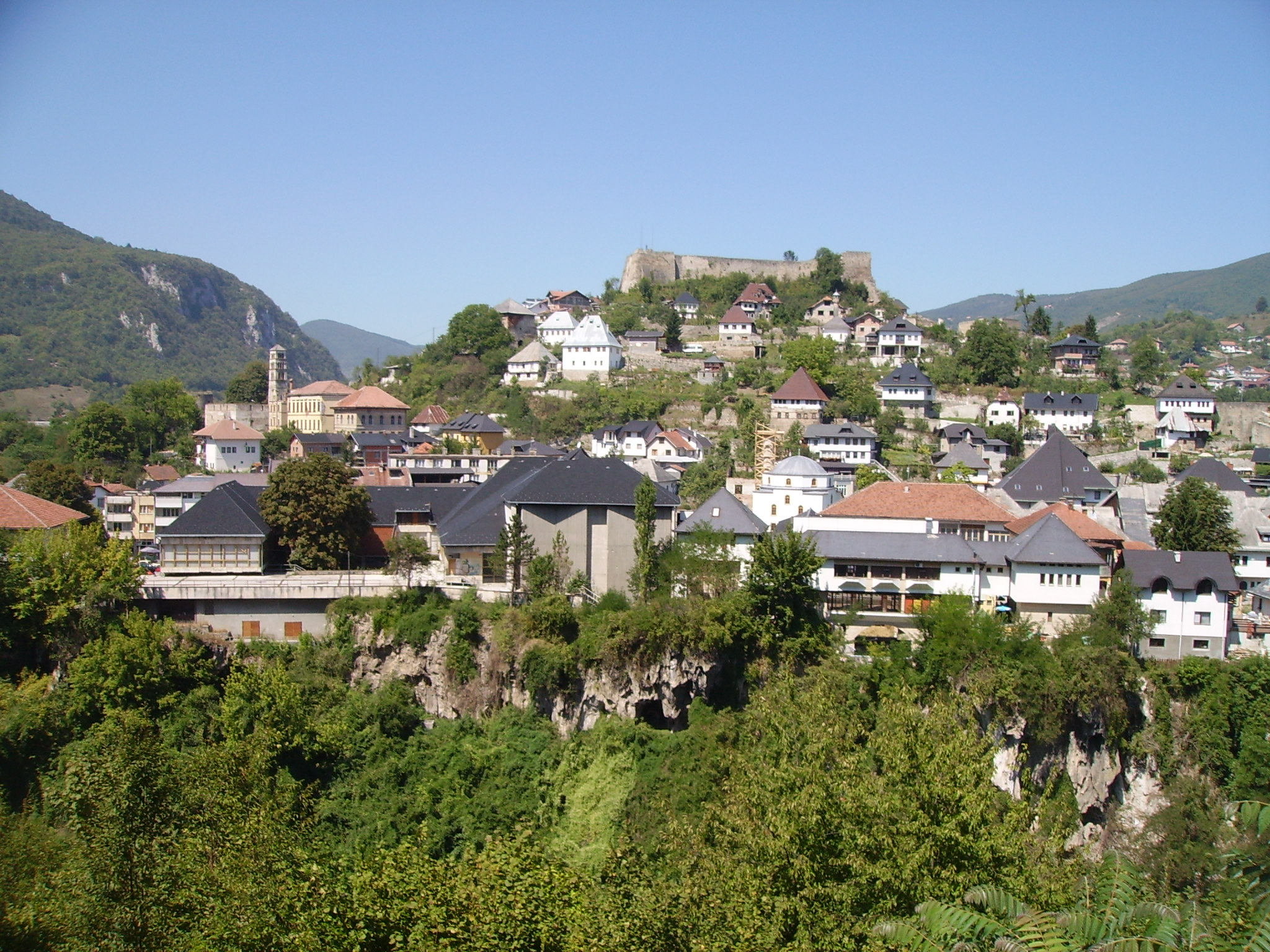
Jajca vára
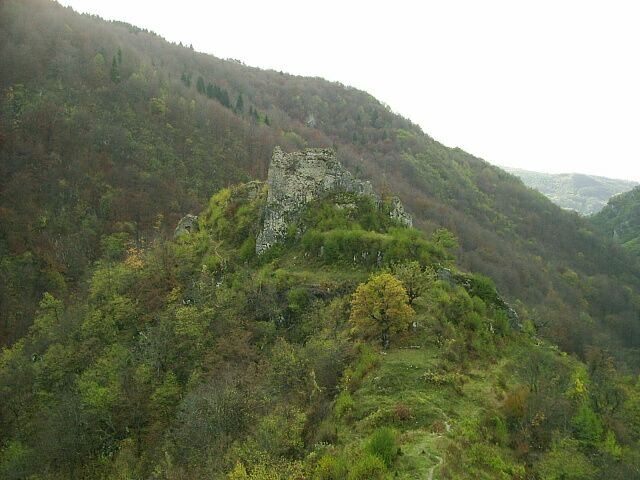
Bobovac romjai

Hervoja vallását tekintve bogumil (patarén) volt, mint a bosnyák előkelők többsége, de jó barátságot tartott a spalatói érsekkel. A katolikus hitre való áttéréséért 1402 tavaszán, Bosznia őrgrófságát kérte, kérését az érsek is támogatta – ekkor még mint a királyi hadak boszniai és rácországi fővajdája és a király teljhatalmú kormányzója.
1403 júliusában, László Zárába érkezését nagyszámú haddal várta, ő intézte dolgait a koronázás előtt és azt követően is.
Zsigmond – Nápolyi László 1403. évi sikertelen fellépése után – Bosznia pacifikálására és ütközőállammá tételére jelentős erőfeszítéseket tett. 1405 és 1410 között öt hadjáratot vezetett Boszniába. Az  1405. évi hadjárat még eredménytelen, a három haddal felvonuló Zsigmondot ugyanis Hervojának  sikerült megállítania. 1406 nyarán az új bosnyák király küldöttsége Nápolyban járt, Tvrtkót boszniai jogaiban a magyar ellenkirály is megerősítette, Hervoja pedig újabb adományt kapott. Zsigmond az 1406. és 1408. évi győztes hadjáratok során a kisebb bosnyák dinaszták nagy részét, Bosznia nyugati és keleti részein kiirtotta.
1409-ben Hervoja is meghódolt – 1408 végén személyesen ment Budára – ahol a megkötött egyezség eredményeként, a Nápolyi Lászlótól kapott hercegi címét Zsigmond is elismerte, magyarországi birtokokat kapott és az 1408. évi dicsőséges boszniai hadjárat emlékére alapított Sárkány Lovagrend tagságával is megtisztelték.

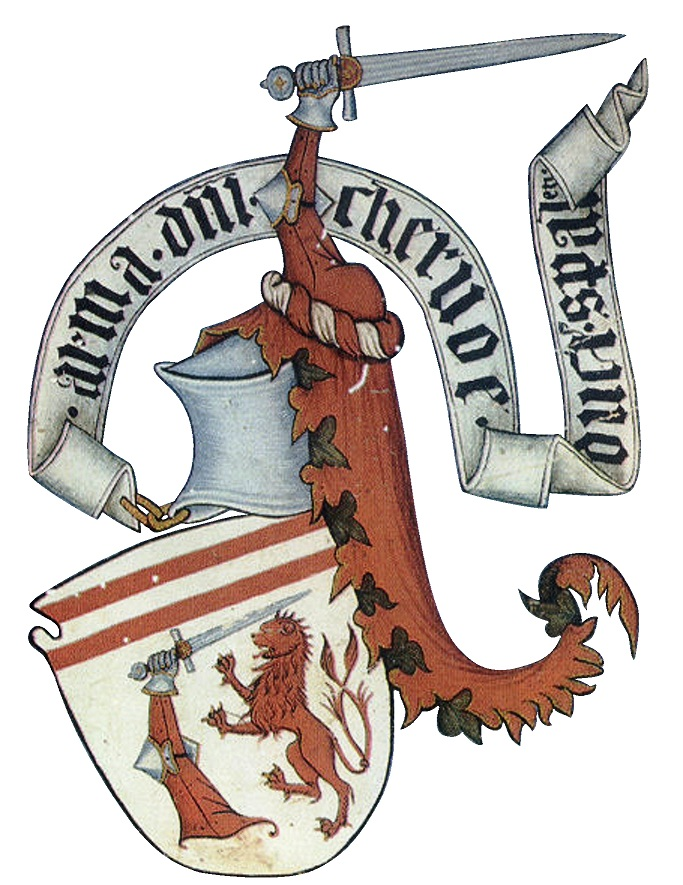
Hervoja hercegi címere

A magyar bánok (Garai János, Csupor Pál, Maróti János) azonban nem bíztak benne, féltették tőle a hatalmukat és a váraikat. Egy közismert legendából ítélve lenézték, kicsúfolták. Királya Ostoja és vetélytársa Sandalj Hranić is gyűlölte, a spalatói alattvalói nemkülönben. Raguza és Velence pedig csak addig állt vele szóba, amíg hatalma volt. Biztonságban Jajcán érezte magát, általában ott is tartózkodott, onnan járt fel Budára a magyar királyhoz is. 1409-ben felszólította Spalatót, hogy a magyar koronához hűtlen, „törökkel cimboráló” Ostoja részére tett házadományukat vonják vissza. Támogatta Zsigmondot az 1410-1412 évi sikeres hadjárataiban is, amelyek Boszniában magyar kerületek létrehozására – a felosztás során Garai János kapta az Ozorai bánságot, Sót a Macsói bánsághoz csatolták, a Szreberniktől délkeletre eső területet Lazarevics István  kapta, a bosnyák alföld Hervoja, Hulm Sandalj Hranić, a felső Boszna völgy pedig Ostoja kezén maradt –  irányultak. De titokban és néha nyíltan is fellép, a Zsigmond által oda helyezett magyar és szlavón urakkal szemben.
A magyar ellenkirály – Nápolyi László – a lombardiai céljainak előmozdítása miatt Velencének 100.000 aranyforintért eladta a Dalmáciára vonatkozó jogait, a még kezén lévő Zárával, Novigráddal, Vránával és Pago szigetével. Zsigmond hadba lépett Velence ellen, Ozorai Pipót küldte Friaulba a köztársaság ellen. A signoria a szorult helyzetet egy újabb vételajánlattal próbálta rendezni. Római követei a magyar királynak szintén 100.000 aranyra tettek ajánlatot, névleges felsőségének elismerése és Dalmácia királyi címének további megtarthatósága mellett. A felajánlott egyezség szerint: „A Hervoja bírta Spalató és egyéb helyek maradjanak Hervoja kezén.”.
Zsigmond nem mondott le Dalmácia birtokáról, így ebben a helyzetben még érdekében állt, hogy Hervoja megtartsa a közvetlen tengermelléki birtokait. A lengyel király tiszteletére rendezett ünnepélyek 1412. május 12-én kezdődtek Budán, amelyen Hervoja is részt vett. Itt már a magyar urak egy része sértő módon viselkedett vele, vetélytársa Sandalj Hranić nagyvajda  is ellene szított. 1412. november közepén, a Velencével viselt háborúban – Zsigmond kérésére – a herceg még lezárta Spalato kikötőjét a köztársaság hajói előtt.
A lappangó ellentét Hervoja és ellenfelei közt 1413 elején tört ki, ekkor már Sandalj Hranić Zsigmond bizalmi embere Budán. A háború a bosnyák belső területeken és a Száva alján minden hadüzenet nélkül elkezdődött.
Hervoja 1413-ban Borbála királynőhöz és a magyar zászlósurakhoz írásbeli üzenetet küldött: felpanaszolja, hogy Garai János és Csupor Pál számára ismeretlen okból – a pozsegai vár kivételével – elfoglalták szlavón jószágait;  előadja, hogy ha bűnösnek tartják, akkor mint a Sárkány-rend lovagját állítsák bíróság elé, ne vádolják alap nélkül; felrója, hogy nem bántak vele őszintén és megjegyzi, hogy „akár pusztuljak el, akár nem, a bosnyákok egyesülni akarnak a törökökkel”. Felajánlotta katolikus hitre való térését is, kezességként északi várait: Orbászt és Kozaracot kinálta fel.
Valószínűleg a herceg ekkor már el volt szánva a küzdelemre. Megkísérelte ugyan az alkudozást, de érezte, hogy Budán már kimondták rá az ítéletet. Szerinte a magyar urak kezdték birtokainak elfoglalását; a magyar bánok viszont azzal vádolták, hogy ő az, aki az országos várakat veszélyezteti – rábizonyították azt is, hogy a törökkel szövetkezett. 
A későbbi események alapján valószínűsíthető, hogy Hervoja, Sandalj Hranić ellen valóban szövetkezett a törökkel. Sandalj nagyvajda felfedte a törökbarát fondorlatot, a magyar bánok pedig elfoglalták Hervoja várait, a herceg viszont az ő váraik elfoglalásával szerzett magának elégtételt.
A magyar király nem akart egyezséget kötni, azt írta az uraknak Friaulból: „non vult pacta nec conventiones”. A bánok gyanúját Spalato is megerősítette, Zsigmondot követük által informálták Hervoja ügyeiről – Hervoja egy követét már 1412 előtt elfogták, olyan levéllel a melyből kitűnt, hogy a törököt az országba hívta.
Zsigmond 1413. május 1-én lázadónak nyilvánította Hervoját, és elrendelte a megbüntetését. Megfosztotta hercegségétől, és átadatta Raguzának a hercegséghez tartozó szigetetek kormányzását. Zsigmond 1413. június 17-én értesítette Raguzát, hogy Hervoja megtámadta  vazallusát, Sandaljt Hum vajdáját, és a törököt országai megtámadására ösztönözte. Egyben utasította Raguzát, hogy szállják meg a Hervoja birtokában lévő szigeteket, amelyek átengedését már korábban kérték. A szigetekre Sandalj és a Zsigmond hűségére tért Spalato is igényt tartott.
Hervoja, helyettest nevezett ki Spalatóba és a hercegi várba  bosnyák őrséget helyezett. A nép a király döntéséről értesülve, a várat július 8-án ostrom alá vette. A vár bevételére augusztus 9. után került sor. Nagy örömet keltett Hervoja bukása Spalatóban, a nép a várat lerombolta és a kilencévi kényuralom alól való szabadulásuk emlékére – Szt. Vitályos tiszteletére – egy templom megépítéséről is rendelkeztek.
A magyar délvidéken a zágrábi és a pécsi püspök, valamint Garai János temesi ispán, Medve Péter dalmát-horvát bán, Csupor Pál szlavón bán és a macsói bánok szervezték a védelmet. Hervoja Almissa várában fegyverkezett, Spalató és alsó szlavóniai birtokai visszafoglalására készült, kibékült Ostojával is. Ostojával szemben, magyar részről a Magyarországon fogvatartott II. Tvrtkót próbálták –  ekkor még eredménytelenül – kijátszani.
Hervoja a törökkel sikeres szövetséget kötött, a pusztítás már 1414 vége felé megindult a magyar végeken. Válaszul ellentámadás indult Garai János, Csupor Pál és Maróti János vezérlete alatt. 1415 júniusában Zsigmond arról értesítette Raguza városát, hogy Garai János volt temesi ispánt (másokkal) Hervoja vajda ellen Boszniába küldte. Raguza jelentése szerint 1415. június 28-án a Garai János által vezetett had – útban Bosznia felé – Doboj vára alá érkezett.
A törököknek, elég idejük volt arra, hogy a Dalmácia felől induló Hervojával egyesüljenek. 
A nem kellő előrelátással vezetett magyar seregre, az ozorai bánságban (Makljenovac körül), Hervoja és Ishak bég egyesült hadai – 1415 júliusában –   totális vereséget mértek, a csata során a magyar had vezéreit is elfogják.

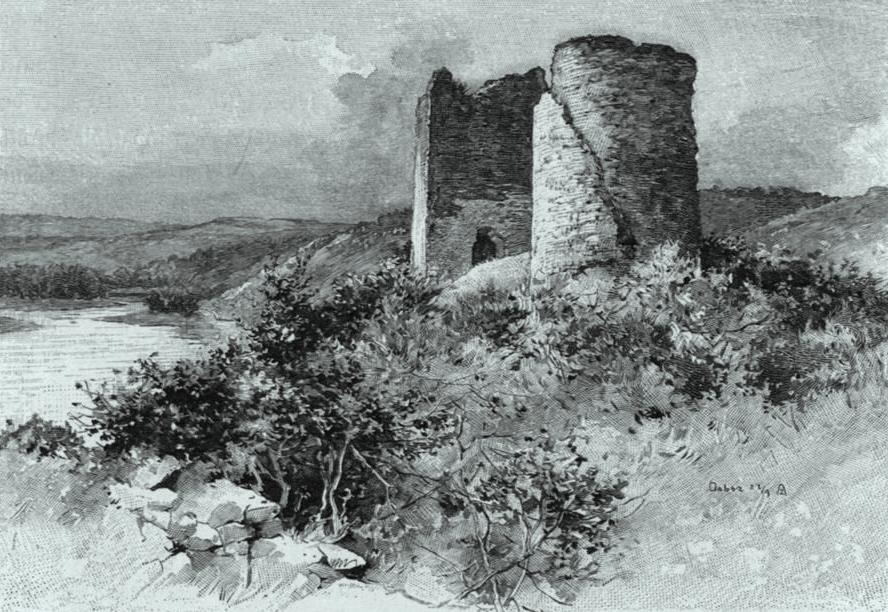
Dobor
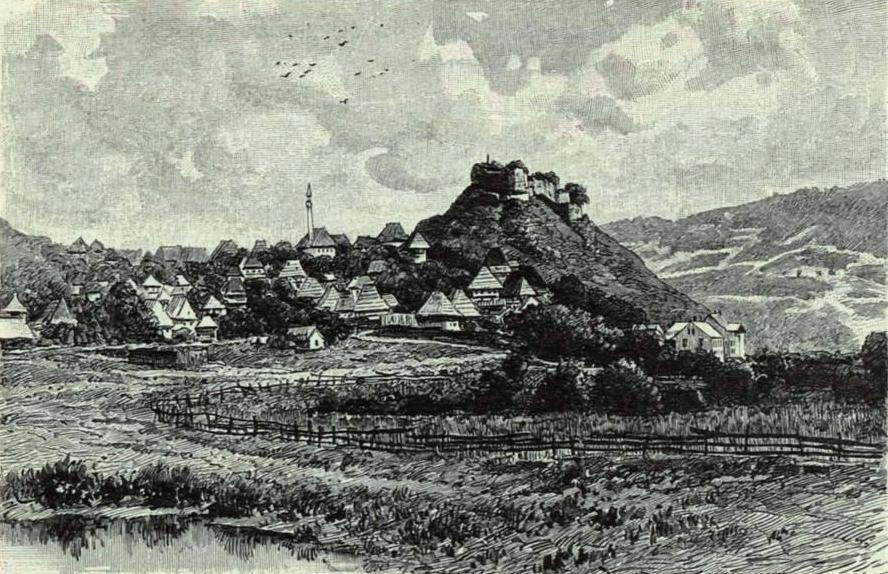
Doboj

„Hervoja bosszúja”  a magyar-szlavón telepítést is megállította, a Magyar Királyság elvesztette boszniai befolyását.
A győzelem után  ellenségei – köztük Sandalj is – Hervoja oldalára álltak, a nagyvajda visszanyerte  tekintélyét.
Bosznia azonban rövid időn belül teljesen a török befolyása alá került, 1416-ban a törökök elfoglalták Vrhbosna várát a hozzátartozó zsupával együtt. Hervoja tanácsára a szultán, az új szandzsák élére Izsák béget nevezte ki. Spalatót Velencének sikerült megszereznie.
Hervoja egy évvel sem élte túl „diadalát”, 1416 áprilisában halt meg.

## A herceg viselete

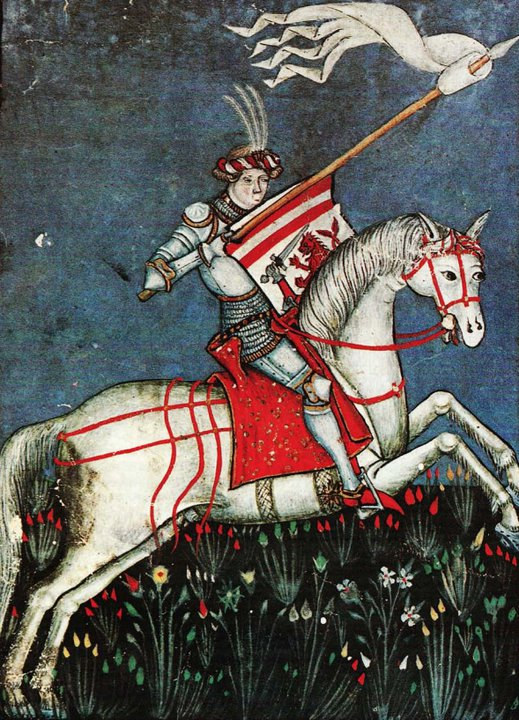
Hervoja lovasképe a konstantinápolyi glagol missaleból

A kép 14. századi olasz urak lovagi öltözetében ábrázolja Hervoját. A herceg teljes vértezetben látható, méltósága minden jelvényével ellátva.
Fehér lobogós hadikopjáját támadásra készülve a pajzsához támasztja, a pajzson hercegi címere látható. Sisak helyett turbánszerűen csavart vörös-fehér fejfedőt visel; ezen elől boglár van, amelybe három kócsagtoll van betűzve. Hervoja páncélja a 14. század második felére jellemző viseletnek felel meg – a páncél részei a felsőkar vértezetének kivételével, darabonként vannak egymáshoz fűzve, vagy csatokkal összekapcsoltak. A herceg testrészeit ráillő, a mozgásban nem akadályozó páncélzat fedi; a könyök, térd és vállrészen kúp alakú védőlemezek vannak. Lábszárán harisnya és piros színű saru látható – teljes fegyverzetben vassaru használata volt a jellemző. Csillagos aranysarkantyúi a lábfejére vannak csatolva, kézfején vaskesztyű látszik.
A ló szerszámzata: a kornak megfelelő zsölyehátú nyereg, piros aranymintás nyeregtakaróval  valamint a korra kevésbé jellemző kettős, vörös színű heveder és háromszögletű kengyel.

## Hervoja családja
Felesége: A Kacsics nembeli Nelipić Ilona (Jelena Nelipčić),  Nelipić János (Ivan Nelipčić) cetinai knez leánya. Hervoja halála után fél évvel, Ilona Ostoja István bosnyák királyhoz ment feleségül, így Bosznia királynéja lett.
Katolikus hitét megtartotta, 1409-ben a dalmát kereszténység főszentje Szt. Doimo ereklyéinek ezüst szekrényére negyven márka ezüstöt ajándékozott.  Nelípić Ilona bosnyák királyné 1422-ben halt meg.
Fia: Balša herceg (Balša Hercogović)
Unokái: Katalin és Dorottya